# Zirkuh (Verwaltungsbezirk)
Zirkuh (persisch شهرستان زیرکوه) ist ein Schahrestan in der Provinz Süd-Chorasan im Iran. Er enthält die Stadt Hadschiabad, welche die Hauptstadt des Verwaltungsbezirks ist.

## Demografie
Bei der Volkszählung 2016 betrug die Einwohnerzahl des Schahrestan 40.155. Die Alphabetisierung lag bei 80 Prozent der Bevölkerung. Knapp 42 Prozent der Bevölkerung lebten in urbanen Regionen.
| Zensusjahr | Einwohnerzahl |
| ---------- | ------------- |
| 2011       | 41.081        |
| 2016       | 40.155        |